# آزمایش ذهنی استوارت بل
جان استوارت بل یک فیزیکدان نظری قرن بیستم ، زاده‌ی ایرلند. او در زمان خود یک رئالیسم ( واقع گرا ) برای تثبیت کردن متغیر های پنهان مطرح شده در مقاله EPR یک آزمایش ذهنی طراحی کرد.

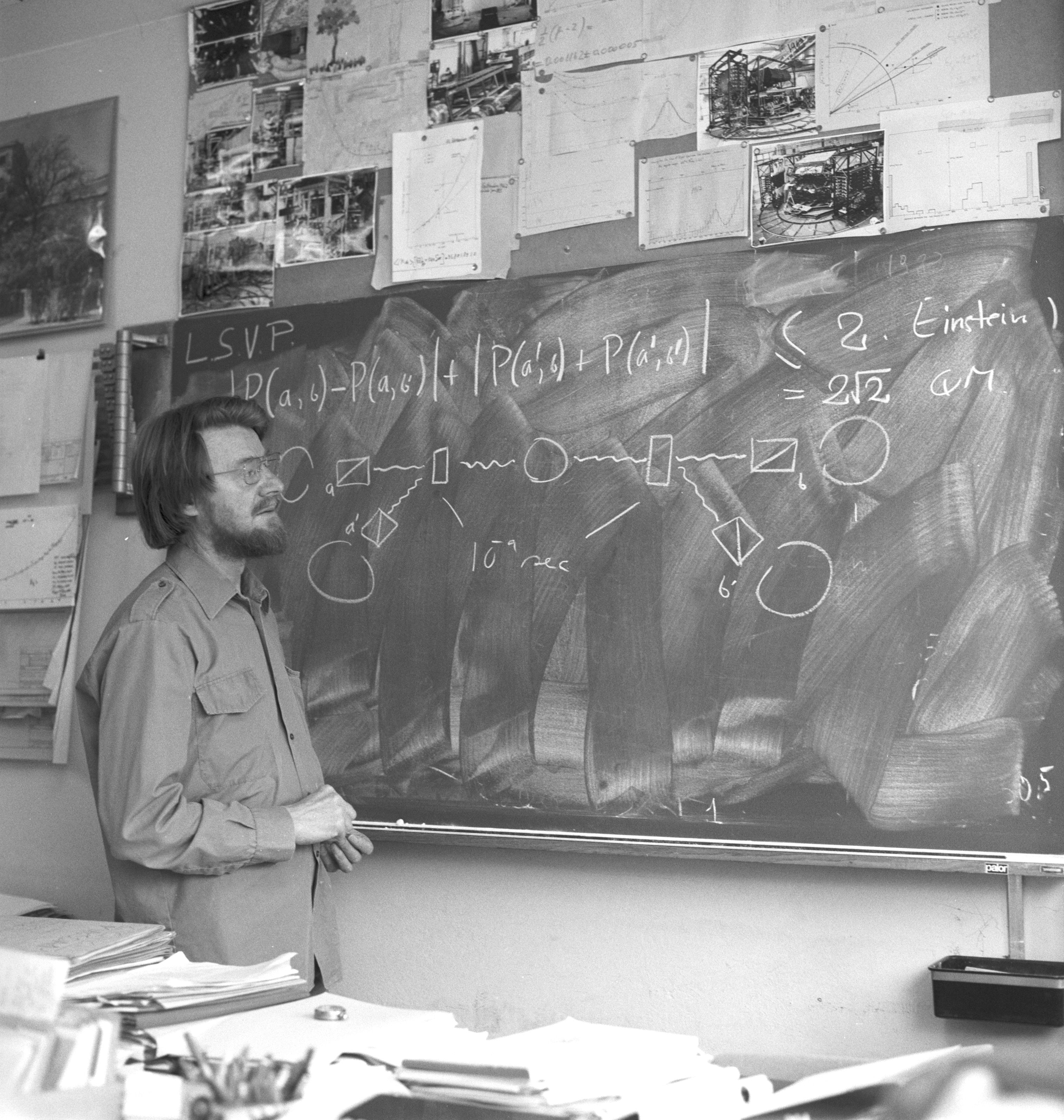

## شرح آزمایش
آزمایش ذهنی او به این صورت است که:  در دو آزمایشگاه دور از هم که امکان ارتباط سریع تر از نور قابل اندازه گیری باشد ، در هر کدام سه حسگر اندازه گیری اسپین قرار می‌دهیم. برای مثال در یک آزمایشگاه یک الکترون و در دیگری یک پوزیترون ( پاد ذره الکترون ) قرار می دهیم‌. مانند شکل زیر:

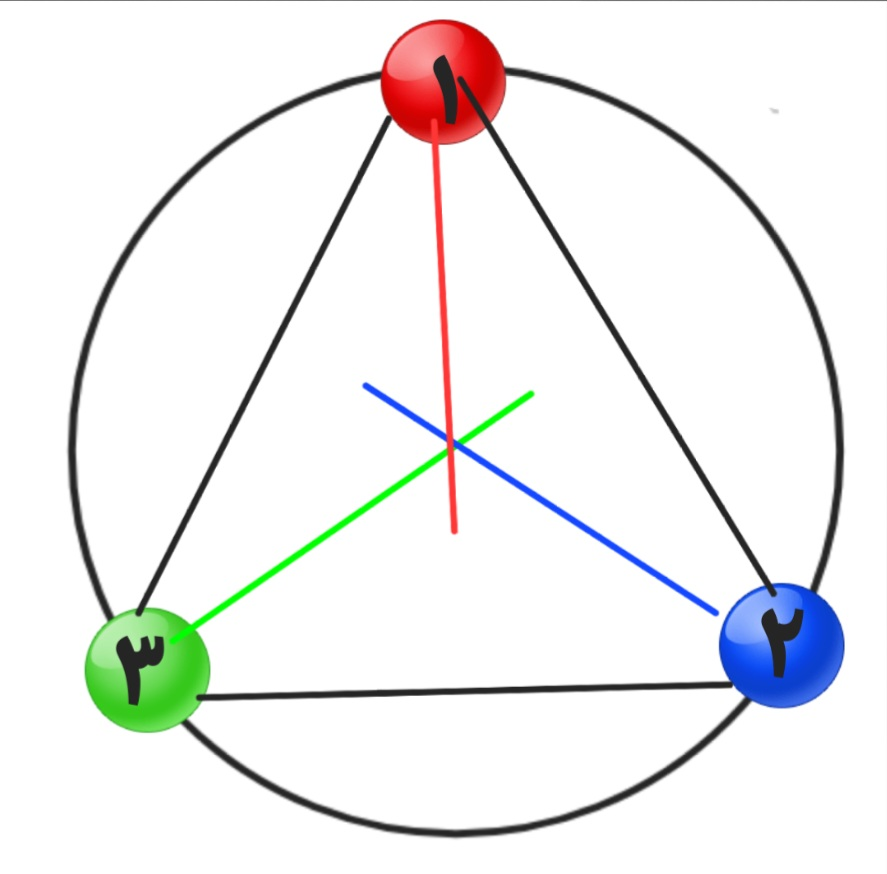

## شیوه آزمایش
اگر اسپین ذره ها را با حسگر های مشابه اندازه گیری کنیم باید مخالف یک دیگر در بیاید. (در اینجا برای سادگی اسپین مثبت را: بالا و منفی را: پایین می نامیم) ولی اگر  حسگر ها متفاوت باشد لزومی ندارد که نتایج مخالف هم باشند که می شود به احتمال ۵۰٪ مخالف و ۵۰٪ مشابه. 

## نتیجه آزمایش طبق متغیرهای پنهان لوکال ( تصور استوارت بل )
طبق متغیر های پنهان اندازه گیری اسپین یک ذره با هر حسگر یک حالت خاص دارد و همیشه یک شکل است. مطابق شکل زیر:

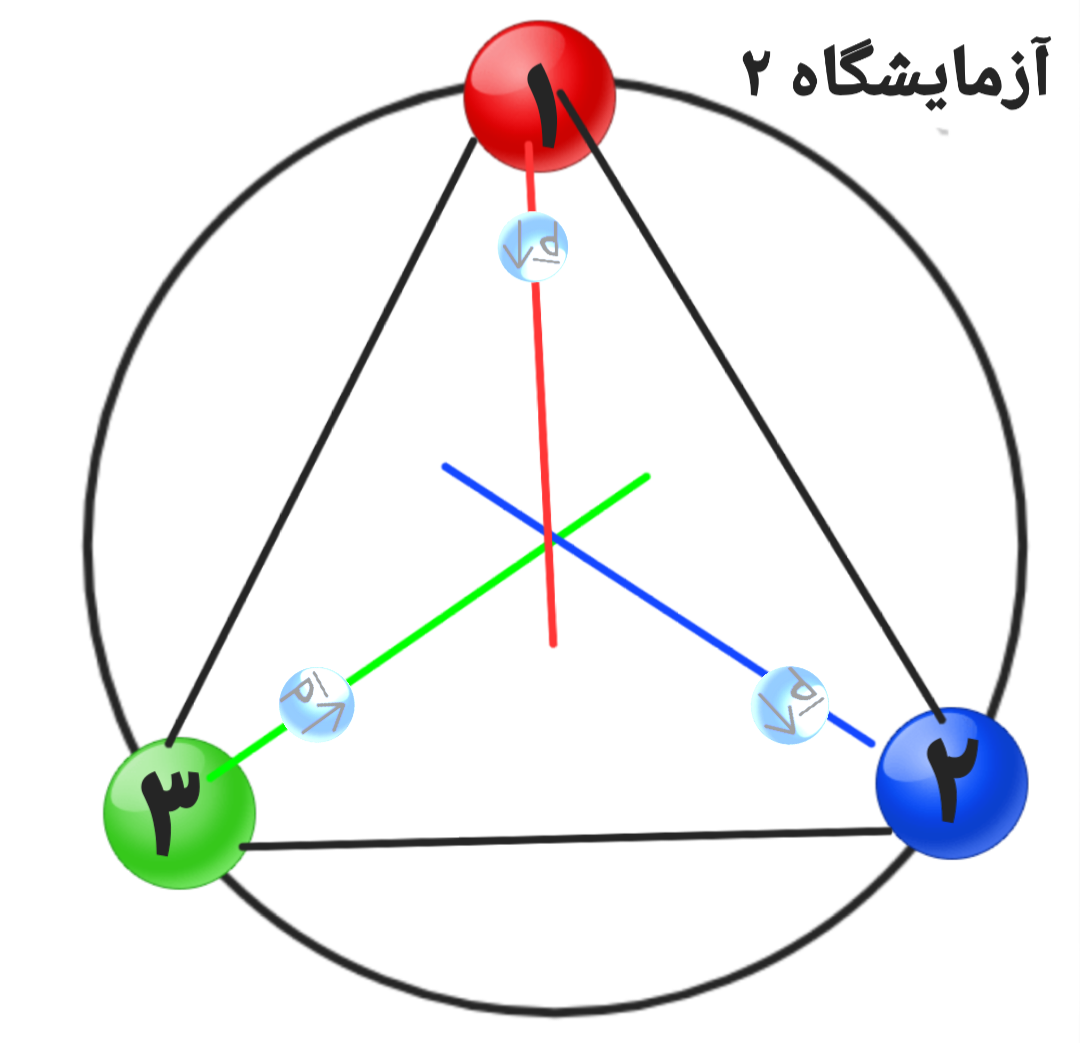

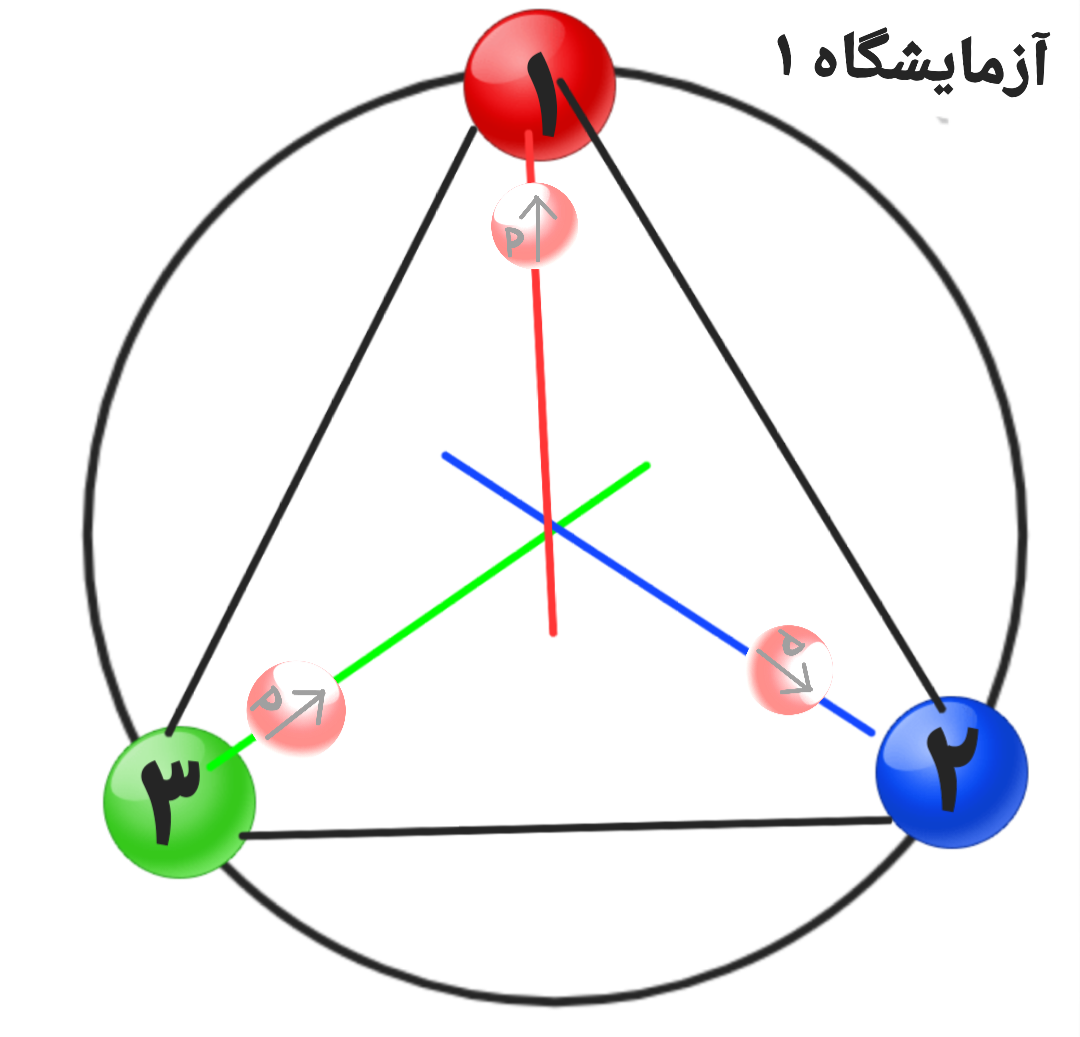

ذره فرضی اشکال بالا پروتون و پاد پروتون است.
در نتیجه شرایط به صورت شکل زیر است:

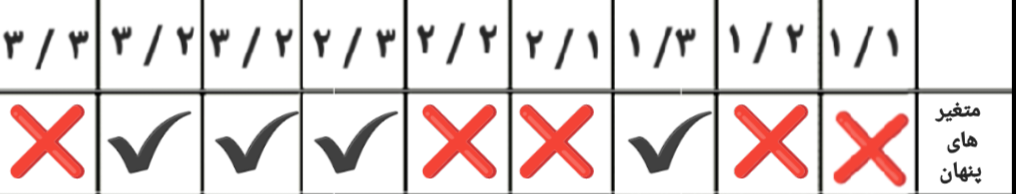

سپس استوارت بل این آزمایش را چندین بار روی کاغد به شیوه های گوناگون انجام داد که در تمام این نتایج  ۵/۹ مواقع نتایج مخالف هم بود و نتیجه گیری زیر را برای تمام شیوه های گوناگون و اشکال دیگر این آزمایش به دست آورد:
۵/۹ = نتایج مخالف یا
۵۵٪ ≤ نتایج مخالف

## نتیجه آزمایش طبق نظریه کوانتوم
ولی ورنر هایزنبرگ و ماکس بورن و نیلز بوهر مخالف بودند و اعتقاد داشتند که متغیر پنهانی وجود ندارد و این نتیجه گیری غلط است و نمی‌شود اسپین یک ذره را قبل از اندازه گیری مشخص کرد و با میانگین گرفتن نتیجه به این صورت می شود:
۵۰٪=نتایج مخالف

## تحولات بعد ار آزمایش
آلن اسپه یک دانشمند فرانسوی شکل دیگری از این آزمایش را طراحی کرد به اسم نا مساوی CHSH که رد این نا مساوی رد شدن نامساوی بل را نتیجه گیری می کرد. در اینجا پیش بینی کوانتوم درست از کار در آمد. بعد از او جان اف کلاسر از آمریکا فکر کرد که ممکن است انتخاب حسگر ها بر روی نتیجه تأثیر بگزارد و کاری کرد که حسگر ها به صورت تصادفی انتخاب شود و دوباره نا مساوی بل نقض شد و بعد از او آنتون زایلینگر اتریشی آخرین ایرادات آزمایشات را نقض کرد و نا مساوی بل به طور کامل رد شد.

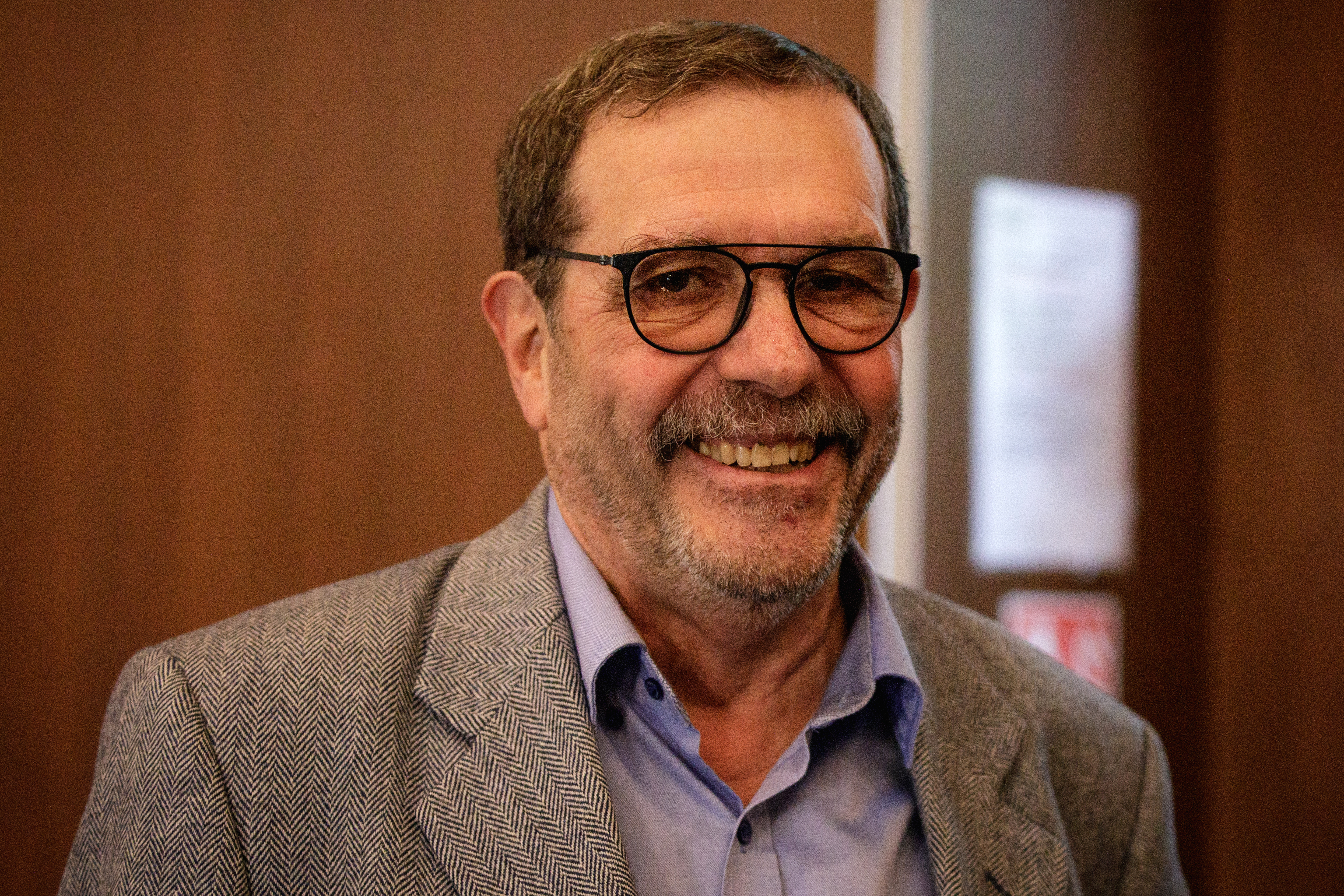

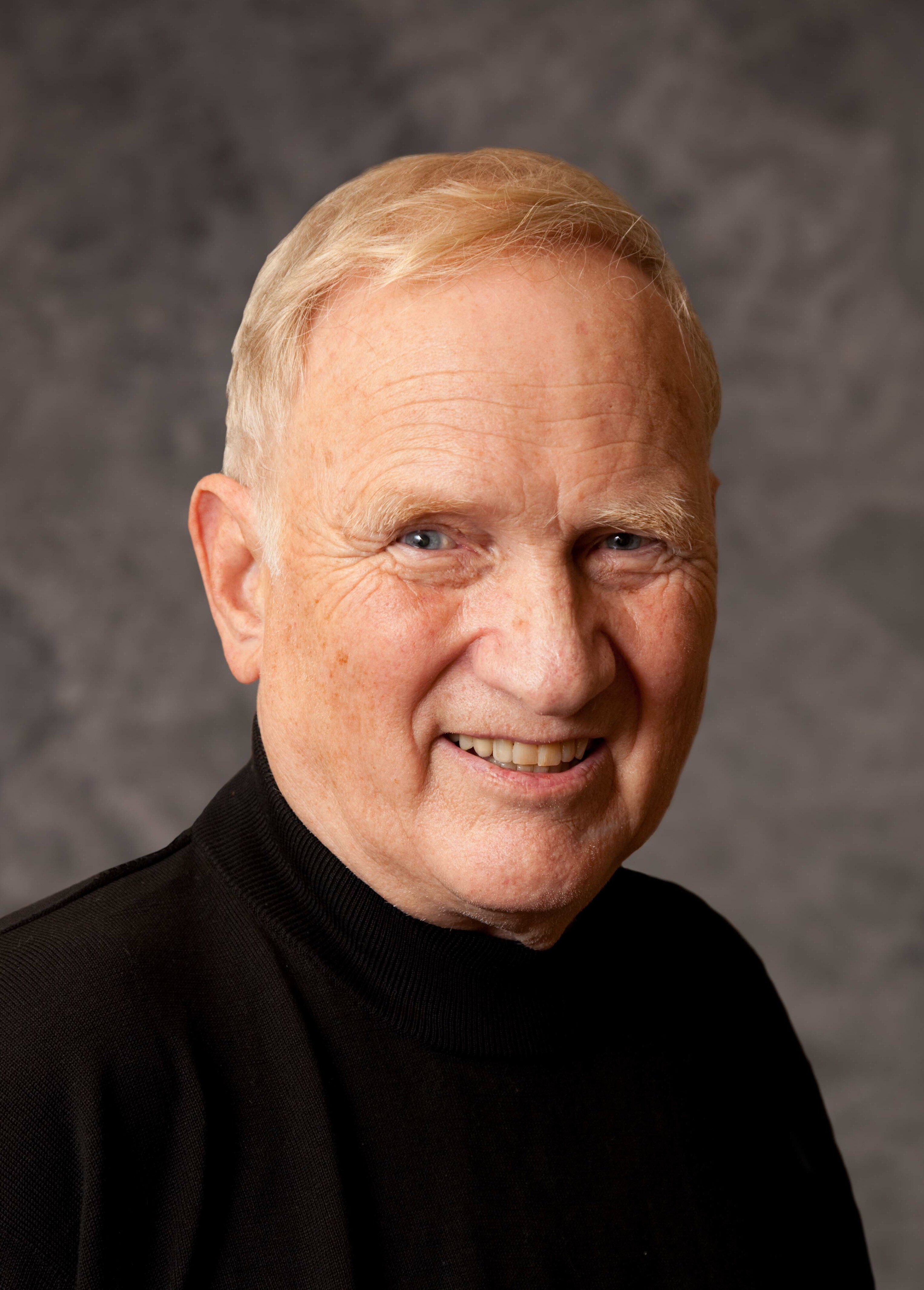

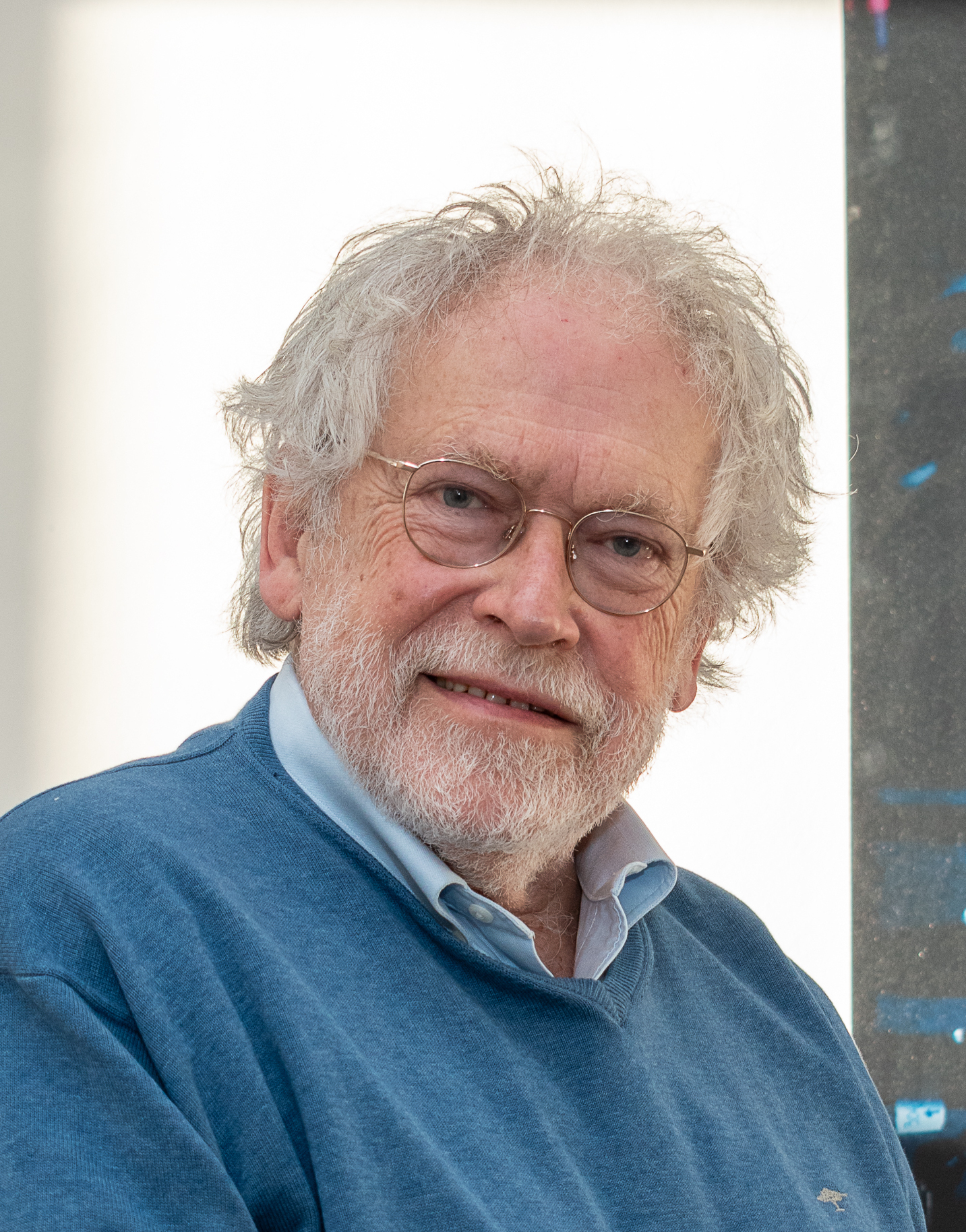

به ترتیب . اَلَن اَسپه از فرانسه، جان اِف کلاسر از آمریکا و آنتون زایلینگر از اتریش
البته که این آزمایشات فقط متغیر های پنهان لوکال را رد می کند.

## جستارهای های وابسته
- قضیه بل
- آلبرت انیشتین
- پارادوکس EPR
- متغير های پنهان